# Valenzano Ubaldo Aquino
Valenzano Ubaldo Aquino (San Pedro, 1958. május 2.–) paraguayi nemzetközi labdarúgó-játékvezető.

## Pályafutása

### Nemzeti játékvezetés
A játékvezetői vizsgát 1989-ben tette le, 1989-ben lett hazája legfelső szintű labdarúgó-bajnokságának játékvezetője. Az aktív nemzeti játékvezetéstől 2003-ban búcsúzott.

### Nemzetközi játékvezetés
A Paraguayi labdarúgó-szövetség Játékvezető Bizottsága (JB) terjesztette fel nemzetközi játékvezetőnek, a Nemzetközi Labdarúgó-szövetség (FIFA) 1993-tól tartotta nyilván bírói keretében. A FIFA JB központi nyelvei közül a spanyolt beszéli. Több nemzetek közötti válogatott és klubmérkőzést vezetett, vagy működő társának 4. bíróként segített. A paraguayi nemzetközi játékvezetők rangsorában, a világbajnokság-Dél-amerikai-bajnokság sorrendjében 1. helyet foglalja el 13 találkozó szolgálatával. Az aktív nemzetközi játékvezetéstől 2003-ban, a FIFA 45 éves korhatárát elérve búcsúzott.

#### Világbajnokság

##### U20-as labdarúgó-világbajnokság
Malajzia rendezte a 11., az 1997-es ifjúsági labdarúgó-világbajnokságot, ahol a FIFA JB bírói szolgálatra alkalmazta.

###### 1997-es ifjúsági labdarúgó-világbajnokság
| Időpont          | Helyszín                        | Mérkőzés típusa              | Mérkőzés             | Eredmény | Nézők száma |
| ---------------- | ------------------------------- | ---------------------------- | -------------------- | -------- | ----------- |
| 1997. június 19. | Shah Alam Stadion, Kuala Lumpur | csoportmérkőzés (A. csoport) | Marokkó–Belgium      | 1 : 1    | 8 000       |
| 1997. június 22. | Shah Alam Stadion, Kuala Lumpur | csoportmérkőzés (A. csoport) | Malajzia–Belgium     | 0 : 3    | 25 000      |
| 1997. június 25. | Sarawak Stadion, Kuching        | második kör                  | Mexikó–Franciaország | 0 : 1    | 10 101      |
| 1997. június 29. | Larkin Stadion, Johor Bahru     | negyeddöntő                  | Japán–Ghána          | 1 : 2    | 18 700      |

---
Három világbajnoki döntőhöz vezető úton Franciaországba a XVI., az 1998-as labdarúgó-világbajnokságra, Dél-Koreába és Japánba a XVII., a 2002-es labdarúgó-világbajnokságra, valamint Németországba a XVIII., a 2006-os labdarúgó-világbajnokságra a FIFA JB játékvezetőként alkalmazta. Világbajnokságon vezetett mérkőzéseinek száma: 2.

##### 1998-as labdarúgó-világbajnokság

###### Selejtező mérkőzés
| Időpont            | Helyszín                         | Mérkőzés típusa   | Mérkőzés        | Eredmény | Nézők száma |
| ------------------ | -------------------------------- | ----------------- | --------------- | -------- | ----------- |
| 1996. december 15. | Monumental Stadion, Buenos Aires | Dél-amerikai zóna | Argentína–Chile | 1 : 1    | 59 970      |
| 1997. április 20.  | Foxboro Stadion, Foxborough      | CONCACAF zóna     | USA–Mexikó      | 2 : 2    | 57 877      |

##### 2002-es labdarúgó-világbajnokság

###### Selejtező mérkőzés
| Időpont          | Helyszín                                    | Mérkőzés típusa             | Mérkőzés           | Eredmény | Nézők száma |
| ---------------- | ------------------------------------------- | --------------------------- | ------------------ | -------- | ----------- |
| 2000. július 25. | Atahualpa Olimpiai Stadion, Quito           | Dél-amerikai zóna           | Ecuador–Kolumbia   | 0 : 0    | 37 617      |
| 2000. október 8. | Jose Pachencho Romero Stadion, Maracaibo    | Dél-amerikai zóna           | Venezuela–Brazília | 0 : 6    | 6 350       |
| 2001. június 16. | Independence Park Kingston Stadion, Jamaica | Amerikai/Karibi-térség zóna | Jamaica–USA        | 0 : 0    | 35 000      |

###### Világbajnoki mérkőzés
| Időpont          | Helyszín                   | Mérkőzés típusa              | Mérkőzés                 | Eredmény | Nézők száma |
| ---------------- | -------------------------- | ---------------------------- | ------------------------ | -------- | ----------- |
| 2002. június 1.  | Központi Stadion, Szapporo | csoportmérkőzés (E. csoport) | Németország–Szaúd-Arábia | 8 : 0    | 32 218      |
| 2002. június 16. | Big Eye Stadion, Óita      | egyik nyolcaddöntő           | Svédország–Szenegál      | 1 : 2    | 39 747      |

##### 2006-os labdarúgó-világbajnokság

###### Selejtező mérkőzés
| Időpont             | Helyszín                          | Mérkőzés típusa   | Mérkőzés        | Eredmény | Nézők száma |
| ------------------- | --------------------------------- | ----------------- | --------------- | -------- | ----------- |
| 2003. szeptember 6. | River Plate Stadion, Buenos Aires | Dél-amerikai zóna | Argentína–Chile | 2 : 2    | 35 372      |

#### Konföderációs kupa
Mexikó rendezte az 1999-es konföderációs kupa tornát, ahol a FIFA JB bíróként foglalkoztatta.

##### 1999-es konföderációs kupa
| Időpont            | Helyszín                     | Mérkőzés típusa              | Mérkőzés                      | Eredmény | Nézők száma |
| ------------------ | ---------------------------- | ---------------------------- | ----------------------------- | -------- | ----------- |
| 1999. július 24.   | Jalisco Stadion, Guadalajara | csoportmérkőzés (B. csoport) | Új-Zéland–Egyesült Államok    | 1 : 2    | 60 000      |
| 1999. július 29.   | Azték Stadion, Mexikóváros   | csoportmérkőzés (A. csoport) | Egyiptom–Szaúd-Arábia         | 1 : 5    | 15 000      |
| 1999. augusztus 3. | Jalisco Stadion, Guadalajara | bronz találkozó              | Egyesült Államok–Szaúd-Arábia | 2 : 0    | 38 000      |

#### Amerika Kupa
Paraguay a 39., az 1999-es Copa América, illetve Kolumbia a 40., a 2001-es Copa América tornát rendezte, ahol a CONMEBOL JB bíróként alkalmazta.

##### 1999-es Copa América

###### Copa América mérkőzés
| Időpont          | Helyszín                               | Mérkőzés típusa              | Mérkőzés           | Eredmény | Nézők száma |
| ---------------- | -------------------------------------- | ---------------------------- | ------------------ | -------- | ----------- |
| 1999. július 4.  | Feliciano Cáceres Stadion, Luque       | csoportmérkőzés (C. csoport) | Argentína–Kolumbia | 0 : 3    |             |
| 1999. július 13. | Defensores del Chaco Stadion, Asunción | egyik elődöntő               | Uruguay–Chile      | 1 : 1    |             |

##### 2001-es Copa América

###### Copa América mérkőzés
| Időpont          | Helyszín                            | Mérkőzés típusa              | Mérkőzés          | Eredmény | Nézők száma |
| ---------------- | ----------------------------------- | ---------------------------- | ----------------- | -------- | ----------- |
| 2001. július 14. | Metropolitano Stadion, Barranquilla | csoportmérkőzés (A. csoport) | Kolumbia–Ecuador  | 1 : 0    | 40 000      |
| 2001. július 23. | Palogrande Stadion, Manizales       | egyik negyeddöntő            | Brazília–Honduras | 0 : 2    | 30 000      |
| 2001. július 29. | El Campín Stadion, Bogotá           | döntő                        | Kolumbia–Mexikó   | 1 : 0    | 47 000      |

#### Nemzetközi kupamérkőzések
Vezetett Kupa-döntők száma: 3.

##### Szuperkupa Libertadores
A tornasorozatot 1988-tól 1997-ig rendezték, a João Havelange nevét viselő utolsó döntőn, 1997-ben a CONMEBOL JB-től játékvezetői megbízást kapott.
| Időpont            | Helyszín                       | Mérkőzés típusa | Mérkőzés                 | Eredmény |
| ------------------ | ------------------------------ | --------------- | ------------------------ | -------- |
| 1997. december 17. | Központi Stadion, Buenos Aires | döntő           | CA River Plate–São Paulo | 2 : 1    |

##### Dél-amerikai Kupa
| Időpont           | Mérkőzés típusa         | Mérkőzés                  | Eredmény |
| ----------------- | ----------------------- | ------------------------- | -------- |
| 1998. október 21. | második döntő találkozó | Rosario Central–Santos FC | 0 : 0    |

##### Libertadores Kupa
| Időpont          | Mérkőzés típusa         | Mérkőzés                 | Eredmény |
| ---------------- | ----------------------- | ------------------------ | -------- |
| 1999. június 16. | második döntő találkozó | Palmeiras–Deportivo Cali | 2 : 1    |

## Szakmai sikerek
- 2009-ben a nemzetközi játékvezetés hírnevének erősítése, hazájában 10 éve a legmagasabb Ligában (osztályban) folyamatosan tevékenykedő, eredményes pályafutása elismeréseként, a FIFA JB felterjesztésére az 1965-ben alapított International Referee Special Award címmel és oklevéllel tüntette ki.
- A IFFHS (International Federation of Football History & Statistics) 1987-2011 évadokról tartott nemzetközi szavazásán 151, játékvezető besorolásával minden idők 139, legjobb bírójának rangsorolta, holtversenyben Felipe Ramos, Eric Poulat és Pedro Proença társaságában.